# Tatort: Borowski und die Rückkehr des stillen Gastes
Borowski und die Rückkehr des stillen Gastes ist ein Fernsehfilm aus der Krimireihe Tatort. Es ist die 964. Folge der Reihe und der 26. Fall des Ermittlers Klaus Borowski (Axel Milberg), dem die Kommissarsanwärterin Sarah Brandt (Sibel Kekilli) zur Seite steht. Die Erstausstrahlung des Films erfolgte am 29. November 2015 im Ersten.

## Handlung
Nach langer Zeit taucht der von der Polizei gesuchte Frauenmörder Kai Korthals wieder auf. An der Kieler Förde wird eine völlig verwirrte junge Frau aufgefunden. Zuerst nicht ansprechbar, zeichnet sie nach einiger Zeit das Gesicht von Korthals auf Papier. Es stellt sich heraus, dass sie ein Kind von Korthals bekommen hat, das Korthals ihr aus dem Unterleib herausgeschnitten hat. In der Nacht erkennt Korthals bei dem Kind keinerlei Lebensäußerungen. Er bringt es daraufhin zum Arzt, der sofort per Telefon den Rettungsdienst alarmiert. Aus Angst, entdeckt zu werden, flieht Korthals noch während des Telefonats. Da die Gefahr besteht, dass Korthals das Kind entführen könnte, wird es schließlich in die Bundeswehrklinik gebracht.
Sarah Brandt versteht die Zeichnungen der verwirrten Frau als Hinweis auf Korthals’ Rückkehr. Brandt wird von ihren eigenen Erinnerungen an ihre Begegnung mit dem Mörder überwältigt. Der neue Fall kommt dem Ermittler Borowski ungelegen, denn er ist frisch verliebt. Eines Tages kommt seine Geliebte Frieda nicht zu einem Rendezvous, sie scheint verschwunden. Korthals hat inzwischen seine Vorgehensweise geändert: Er lauert seinen Opfern nicht mehr auf, sondern bringt sie zu sich in seine Wohnung und sperrt sie dort in einen abgetrennten Raum, so nun auch Frieda. Zu diesem Zweck hat er den Fahrstuhl seines Hauses manipuliert – mittels der Drehung eines Schlüssels schiebt sich eine gemauerte Wand vor die Tür zu Friedas Verlies.
Später taucht Korthals in Borowskis Wohnung auf, die er schon zuvor heimlich besucht hat. Er verlangt, dass sein Kind gegen Frieda ausgetauscht wird. Borowski gelingt es, den bewaffneten Korthals zu überwältigen. Um den Aufenthaltsort von Frieda zu erfahren, informiert er seine Kollegen nicht darüber. Zwischenzeitlich wird er ins Polizeipräsidium gerufen. Dort erfährt er, dass die Ermittler davon überzeugt seien, dass Friedas Verschwinden nichts mit Korthals zu tun habe.
Nach einer Nacht und einem Tag verfrachtet Borowski Korthals in einen Kleintransporter und fährt davon. Er bemerkt, dass er von den anderen Ermittlern verfolgt wird, und führt daher absichtlich einen Unfall herbei, sodass Korthals scheinbar unbemerkt flüchten kann. Korthals gelingt es, in sein Haus zu fliehen, wird aber im Fahrstuhl von Borowski überrascht. Dieser drängt ihn in die Wohnung und öffnet mittels eines Schlüssels Friedas Verlies durch den Aufzug. Da sich dadurch aber nur die Tür des Verstecks in der Wohnung öffnet, kann der dort verbliebene Korthals zu Frieda vordringen. Frieda sticht Korthals mehrmals in den Bauch. Dieser flieht schwer verwundet in den Schacht des Fahrstuhls. Schließlich rückt ein Sonderkommando der Polizei an, stürmt das Wohnhaus und durchsucht den Fahrstuhl und dessen Schacht. Korthals flieht durch den Schacht des Fahrstuhls auf das Dach des Gebäudes und wird dort von Borowski gefasst, damit er nicht durch einen Sprung in die Tiefe Suizid begehen kann. Da Frieda mit Borowskis Arbeit nicht leben kann, trennt sie sich von ihm.

## Hintergrund
Die Folge knüpft an den Fall Borowski und der stille Gast aus dem Jahr 2012 an, in dem Kai Korthals als bislang einziger Täter dem Ermittlerteam aus Borowski und Brandt entkommen konnte. „Es war nicht von Anfang an geplant. Das offene Ende war eher ein Gag, ein Spiel mit dem Schock-Effekt“, berichtete Lars Eidinger. Der Grund für die erfolgreiche Flucht war die schauspielerische Leistung von Lars Eidinger, so dass nach Aussage des Drehbuchautors durch die Flucht die Möglichkeit einer Fortsetzung offengehalten wurde. Ausschlaggebend für die Entscheidung zum Dreh einer Fortsetzung seien die Reaktionen der Zuschauer gewesen, erklärte NDR-Spielfilmchef Christian Granderath. Erstmals wurde damit in der Geschichte des Tatorts ein Sequel gedreht. Gunther Witte, Erfinder der Fernsehreihe Tatort, äußerte sich 2012 gegenüber der Bild empört darüber: „Ein Mörder darf nicht entkommen!“ Erneut stammt das Drehbuch von Sascha Arango, der bereits zum Zeitpunkt der Ausstrahlung der ersten Folge am Drehbuch für diese nachfolgende Episode schrieb. Eidinger übernahm erneut die Rolle des Kai Korthals. Diese Folge kommt gänzlich ohne Mord aus. Eine weitere Fortsetzung Borowski und der gute Mensch, welche bis Oktober 2020 abgedreht wurde, wurde am 3. Oktober 2021 ausgestrahlt.
Um den Zuschauern den Einstieg zu erleichtern, wurde die vorangegangene Folge Borowski und der stille Gast zeitnah zur Erstausstrahlung der Folge Borowski und die Rückkehr des stillen Gastes in der Mediathek der ARD bereitgestellt.
Die Dreharbeiten begannen am 24. Februar 2015 und endeten am 25. März 2015. Drehorte waren Kiel, Hamburg und Umgebung.
Uraufgeführt wurde die Folge am 2. Oktober 2015 beim Filmfest Hamburg. Ursprünglich sollte am 29. November 2015 der Fall Fegefeuer ausgestrahlt werden. Aufgrund der Terroranschläge am 13. November 2015 in Paris wurde die Ausstrahlung jedoch verschoben und stattdessen die Folge Borowski und die Rückkehr des stillen Gastes gesendet, die nach ursprünglicher Planung erst im Jahr 2016 hätte gesendet werden sollen.
In einer Fahrstuhlszene werden klassische Theatermittel verwendet, wenn die direkte Ansprache des Publikums durch Kai Korthals und somit die „Durchbrechung der vierten Wand“ erfolgt.

## Rezeption

### Einschaltquoten
Die Erstausstrahlung von Borowski und die Rückkehr des stillen Gastes am 29. November 2015 wurde in Deutschland von 8,57 Millionen Zuschauern gesehen und erreichte einen Marktanteil von 24,0 % für Das Erste.
In Österreich wurden 522.000 Zuschauer erreicht und damit eine durchschnittliche Reichweite von 7 % sowie ein Marktanteil von 17 % erzielt.
In der Schweiz verfolgten 318.000 Zuschauer im Alter von über drei Jahren die Erstausstrahlung der Folge und bescherten ihr dadurch einen Marktanteil von 18,2 %. In der Gruppe der 15- bis 59-jährigen Zuschauer wurden 225.000 Zuschauer gezählt sowie ein Marktanteil von 17,6 % gemessen.

### Kritiken
Oliver Jungen von der Frankfurter Allgemeinen Zeitung schreibt: „Eine Verbrecherfigur wie Kai Korthals aber darf gerne an den Ort der Tat wiederkehren, auch die nächsten vierzig Jahre noch.“ Denn Kai Korthals, der „freundlich-grausame Soziopath […] fordert zum psychologischen Duell“. Bereits der Vorspann sei ein „Bravourstück“, das „sich in einer bühnenartigen Sequenz durch die stilisierte Wohnung Korthals’ bewegt“, während dieser „Passagen aus Grimms Märchen »Schneewittchen« rezitiert“. Regisseurin Claudia Garde tat gut daran, „das Drama noch stärker in das Innere der Figuren zu verlegen“, als dies bei der vorherigen Folge mit Korthals der Fall war und arbeitet zugleich „mit Tricks aus der Thrillerkiste: dunkle Wohnungen, Geräusche hinter Türen, Soundeffekte“. Die Folge sei keine „schlichte Fortsetzung“, denn „alle Figuren haben sich weiterentwickelt“. Jungen vertritt die Meinung, es sind die „undurchschaubaren Ausnahmeschauspieler Eidinger und Milberg, die diesen hochspannenden, Abstruses nicht fürchtenden »Tatort« tragen, der uns trotz der klaren, einfachen Handlung mehrfach zu überraschen versteht“.
Die Redaktion der TV Spielfilm urteilte, „zwei Rückkehrer bescheren dem Kieler Kommissar Borowski Himmel und Hölle auf Erden.“ Dabei gehen die „Ermittlungen über die Schmerzgrenze hinaus. Dieser Fall geht unter die Haut!“. Damit sei die Folge „ein raffiniert konstruierter Fall, in dem das Böse wieder erschreckend harmlos daherkommt“. Die beiden Hauptdarsteller werden gelobt: „Eidinger gelingt es, dass der Zuschauer hier nicht mitfiebert, hier fröstelt man mit! Auch Axel Milberg als sein Gegenspieler läuft zu großer Form auf.“ Die Redaktion vergab die beste von drei möglichen Wertungen.
Iris Keßler von den Westfälischen Nachrichten hält die Folge für ein „sehenswertes Duell“ zwischen Borowski und Korthals. „Axel Milberg versteht sich besonders auf das Düstere“, enthält die Folge doch gar „Horrorbausteine“. Die Episode „spannte erneut auf die Folter“, wie dies der „überragenden“ ersten Folge mit Korthals bereits drei Jahre zuvor gelang, „wenngleich das Skript nicht die Genialität des Vorgängers besaß“. „Zu konstruiert wirkte Borowskis privates Leid“, „nichtsdestotrotz erwartete den Zuschauer ein sehenswertes Duell zwischen Milberg und Lars Eidinger als Psychopath Korthals, das mit deren Mimik und großartigen bildnerischen Momenten begeisterte“.

## Auszeichnungen
Kerstin Ramcke und Johannes Pollmann wurden 2015 beim Filmfest Hamburg für den Hamburg Producers Award nominiert.